# Maria Helena Bruhn-Friedlander
Maria Helena Bruhn-Friedlander (19 maggio 1905 – 20 agosto 1995) è stata un'insegnante tedesca naturalizzata olandese, nota per aver salvato alcuni ebrei durante la seconda guerra mondiale.

## Biografia
Nata in Germania, Maria Friedlaender emigrò nei Paesi Bassi, dove si sposò con il tipografo ebreo Henri Friedlaender nel 1940. In seguito all'invasione nazista dei Paesi Bassi, Maria nascose il marito affinché non fosse arrestato e deportato. Durante la seconda guerra mondiale avrebbe ospitato e nascosto per sei mesi anche l'artista ebreo Paul Citroën tra il febbraio e l'agosto 1942, e poi anche un attivista politico e la moglie ebrea. 
In quanto non ebrea, Maria non finì mai nelle mire dei nazisti e, fingendosi simpatizzante della causa tedesche per sviare i sospetti, diede lezioni private a moglie di ufficiali occupanti. Continuò ad insegnare ginnastica per tutta la guerra, mantenendo se stessa e le persone che nascondeva. Dopo la fine del conflitto, emigrò con il marito in Israele, dove visse fino all'età di novant'anni. L'iscrizione sulla sua lapide recita: "Maria Friedlander. Una donna coraggiosa".